# Валекупола (Ријети)
Валекупола је насеље у Италији у округу Ријети, региону Лацио.
Према процени из 2011. у насељу је живело 88 становника. Насеље се налази на надморској висини од 984 м.